# Первомайська (станція метро, Москва)
55°47′40″ пн. ш. 37°47′58″ сх. д. / 55.79444° пн. ш. 37.79944° сх. д.
«Первомайська», «Першотравнева» (рос. Первомайская) — станція Арбатсько-Покровської лінії Московського метрополітену. Розташована між станціями «Щолковська» і «Ізмайловська», на території району Ізмайлово Східного адміністративного округу Москви, Росія.
Відкрита 21 жовтня 1961 у складі черги «Ізмайловська» — «Первомайська». Назва дана по Первомайській вулиці.

## Технічна характеристика
Конструкція станції — колонна трипрогінна мілкого закладення (глибина закладення —
7 м). У станційному залі два ряди по 40 залізобетонних колон з кроком 4 м. Відстань між рядами 5,9 м.
«Першотравнева» — перша у Московському метро «сороконіжка» (колонна станція мілкого закладення типового проекту).

## Історія
Трасування Покровського радіусу від «Площі Революції» до «Ізмайловського парку» залишалася практично незмінною протягом від початку проектування до кінця будівництва. У ранніх проектах 1930-х років Покровський радіус після станції «Ізмайлівська» (наразі «Партизанська») мав повертати на північ уздовж берега Срібно-Виноградного ставка і Микитинської вулиці. У Гольянові, північніше Щолківського шосе і на схід від Окружної залізниці, передбачалося розмістити електродепо, яке з'єднувалося б наземною лінією з також наземною станцією «Микитинська вулиця». Ділянка мала проходити південніше Срібно-Виноградного ставка, потім повернути на північ. На початку 1940-х років депо було перенесено на південний схід від ставка, де й було пізніше побудовано. 5 листопада 1954 Арбатсько-Покровська лінія була продовжена до станції «Першотравнева», яку розмістили на території електродепо.
Нинішня «Первомайська» (під проектною назвою «11-а Паркова») вперше була включена в перспективну схему ліній, прийняту 22 лютого 1957. Будівництво велося відкритим способом. Після відкриття дільниці зі станціями «Ізмайлівський парк» і «Первомайська» 21 жовтня 1961 була закрита станція «Першотравнева», що розташовувалася в електродепо «Ізмайлово». До 22 липня 1963 була кінцевою.

## Вестибюлі
Конструкція типова, без наземних вестибюлів. По підземних переходах здійснюється вихід на 9-ту Паркову вулицю до Ізмайловського бульвару та Первомайської вулиці.

## Пересадки
- Автобуси: 223, 257, 634, 645, 664, 974, т22, т55, н3; 
  - обласні: 15, 1013
- Трамваї: 11, 12, 34

## Оздоблення
Колони (злегка розширюються догори) оздоблені червоним з білими вкрапленнями мармуром, підлога викладена сірим і червоним гранітом. У червоному мармурі зустрічаються скам'янілості губок, коралів і наутилусів. Колійні стіни покриті білою (вгорі) і чорною (внизу) глазурованою керамічною плиткою. Світильники приховані в ребристій стелі.

## Колійний розвиток
На початок XXI сторіччя станція не має колійного розвитку. Раніше, коли станція була кінцевою, за станцією був пошерсний з'їзд, згодом демонтований. Зараз при прямуванні в бік «Щолковської» можна помітити тунель і залишки колій, що залишилися від нього.